# Confuciusplein
Het Confuciusplein is een plein in de Amsterdamse wijk Slotermeer. Het plein is vernoemd naar de Chinese filosoof Confucius. Het plein ligt in het zuidwestelijke gedeelte van Slotermeer, op het punt waar de Savornin Lohmanstraat met een bocht naar links overgaat in de Burgemeester Van Leeuwenlaan. Aan de noordzijde van het plein loopt de Socratesstraat.
Het Confuciusplein is midden jaren 1950 opgeleverd en was de eerste jaren ook van belang voor de bewoners van de wijk Geuzenveld waar in de begintijd de winkels nog ontbraken. Oorspronkelijk had de bebouwing van het plein een U-vorm, maar tegenwoordig heeft het een L-vorm met aan de zuidzijde lagere bebouwing met winkels en aan de oostzijde de "Senecaflat" met op de begane grond winkels. Achter het plein bevindt zich op korte afstand het Sloterpark met het Geuzeneiland.
In het kader van de vernieuwing van de Westelijke Tuinsteden is op het plein en in de directe omgeving al een deel van de oorspronkelijke bebouwing uit de jaren 1950 vervangen door nieuwbouw. Door de sloop van de winkelgalerij tussen het plein en de Socratesstraat kreeg het plein zijn huidige L-vorm. Door tegenstand van de bewoners, maar ook door de crisis, is toch nog een aanzienlijk deel van de oorspronkelijke bebouwing aanwezig die volgens de plannen al vervangen had moeten zijn door nieuwbouw. Of dat alsnog gebeurt en op welke termijn is nog niet bekend. In 2016 is wel begonnen met de renovatie van de "Senecaflat" die is voltooid.

## Openbaar vervoer
Na meer dan 60 jaar verdween op 3 januari 2021 het openbaar vervoer van het plein (behalve een nachtbus). De haltes van bus 69 kwamen buiten gebruik. Na de reconstructie van de Burgemeester van Leeuwenlaan verdween ook de nachtbus.

## Kunstwerk
In 1969 werd op het plein het kunstwerk Plastische tekens in steen van Ben Guntenaar geplaatst dat bestond uit een drietal witte zuilen die op hun beurt uit 3, 4 of 5 zuilen bestonden en in verschillende standen waren geplaatst, verticaal, horizontaal of liggend. De komst van het kunstwerk was destijds omstreden, mede gezien de hoge kosten, maar ook over de uitvoering waren de meningen verdeeld. Het kunstwerk heeft er tot het begin van de vernieuwing van het plein in 2007 gestaan maar werd toen verplaatst naar de Australiëhavenweg.

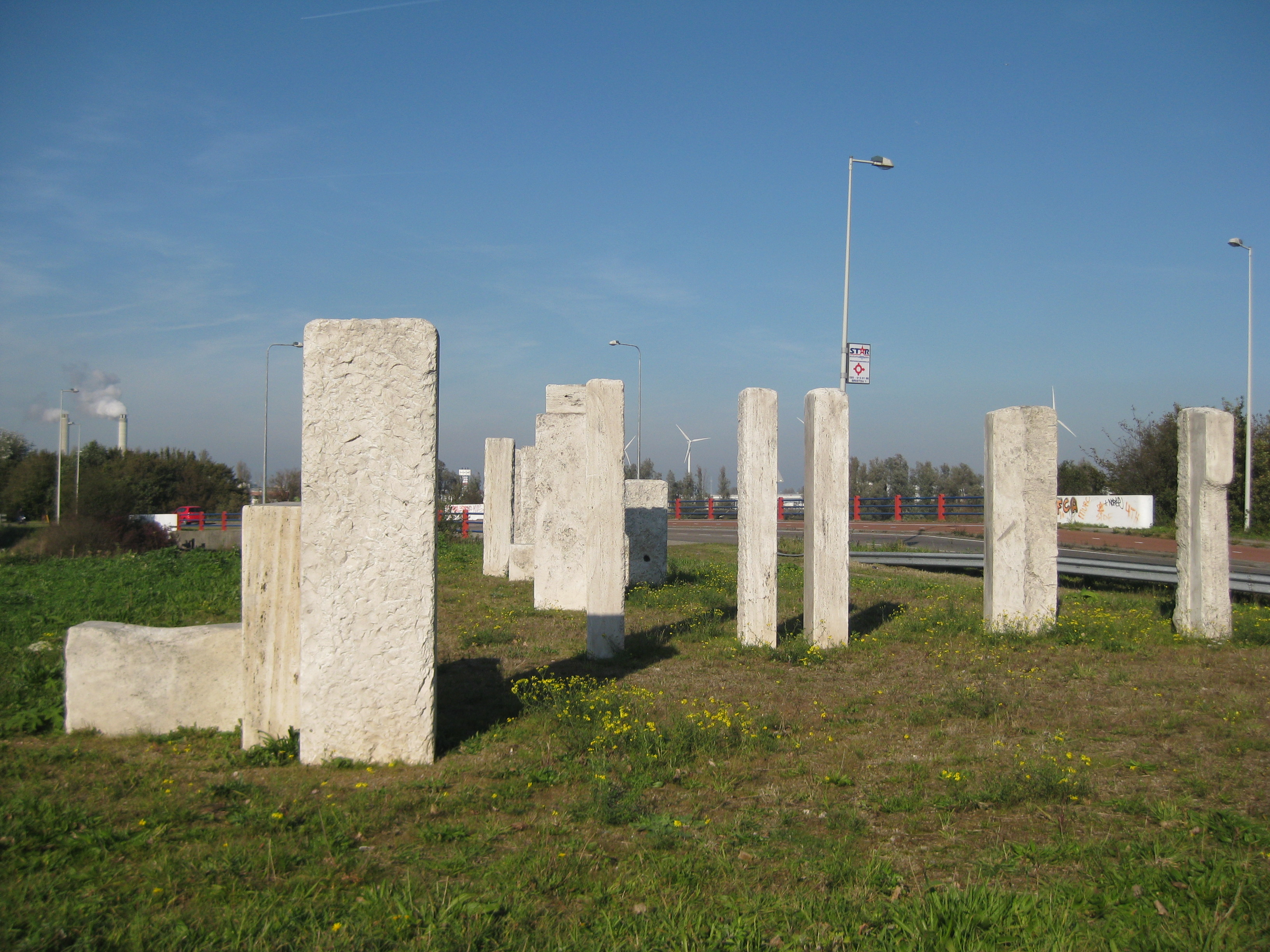
Plastische tekens in steen van Ben Guntenaar tegenwoordig  Australiëhavenweg, Amsterdam (Nieuw-West)